# Hérouvillette
Hérouvillette är en kommun i departementet Calvados i regionen Normandie i norra Frankrike. Kommunen ligger i kantonen Cabourg som ligger i arrondissementet Caen. År 2022 hade Hérouvillette 1 353 invånare.

## Befolkningsutveckling
Antalet invånare i kommunen Hérouvillette
Referens: INSEE